# The Light of the Sun
Albums de Jill Scott
Live in Paris+
(2008) The Original Jill Scott from the Vault, Vol. 1
(2011)
The Light of the Sun est le quatrième album studio de Jill Scott, sorti le 21 juin 2011.
L'album s'est classé 1er au Billboard 200 et au Top R&B/Hip-Hop Albums et 2e au Top Digital Albums.

## Liste des titres
| No  | Titre | Contient un (des) sample(s) de                      | Durée |
| --- | --- | --------------------------------------------------- | ----- |
| 1.  | Blessed (Produit par Dre & Vidal)                                                                                 | Come Live With Me de Dorothy Ashby                  | 3:26  |
| 2.  | So in Love (featuring Anthony Hamilton – Produit par Kelvin Wooten)                                               |                                                     | 4:35  |
| 3.  | Shame (featuring Eve et The A Group – Produit par JR Hutson)                                                      | I'm the Magnificent de Special Ed                   | 3:32  |
| 4.  | All Cried Out Redux (featuring Doug E. Fresh – Produit par Jill Scott)                                            | All Cried Out de Lisa Lisa & Cult Jam et Full Force | 2:57  |
| 5.  | Le BOOM Vent Suite (Produit par Jill Scott et JR Hutson)                                                          |                                                     | 9:00  |
| 6.  | So Gone (What My Mind Says) (featuring Paul Wall – Produit par JR Hutson)                                         |                                                     | 4:39  |
| 7.  | Hear My Call (Produit par JR Hutson)                                                                              |                                                     | 3:46  |
| 8.  | Some Other Time (Produit par Khari Mateen)                                                                        |                                                     | 2:18  |
| 9.  | Quick (Produit par Warryn Campbell)                                                                               |                                                     | 1:49  |
| 10. | Making You Wait (Produit par JR Hutson)                                                                           |                                                     | 4:08  |
| 11. | Until Then (I Imagine) (Produit par Warryn Campbell)                                                              |                                                     | 3:41  |
| 12. | Missing You (Produit par JR Hutson)                                                                               |                                                     | 4:11  |
| 13. | When I Wake Up (Produit par Jill Scott et JR Hutson)                                                              |                                                     | 4:13  |
| 14. | Womanifesto (Produit par Jill Scott)                                                                              |                                                     | 2:03  |
| 15. | Rolling Hills (Produit par Jill Scott, Adam Blackstone, Randy Bowland, George « Spanky » McCurdy et Eric Wortham) |                                                     | 4:47  |